# Lago Loughborough

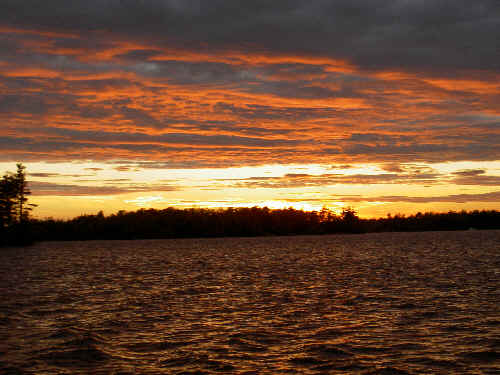
Puesta de sol en el lago Loughborough.

El Lago Loughborough es un lago localizado en la provincia de Ontario, en Canadá. Se encuentra a 23 km al norte de la ciudad de Kingston. El loughborough es famoso por su gran belleza natural y cuenta con numerosas pequeñas islas. El lugar está considerado como un paraíso para la pesca deportiva, además de que hay numerosas especies habitando el lago.
- Datos: Q3892147